# العجمی
العجمی (به عربی: حی العجمی) یک منطقهٔ مسکونی در مصر است که در استان اسکندریه واقع شده‌است. العجمی ۳۰۰٬۰۰۰ نفر جمعیت دارد.